# エリ・エリ・レマ・サバクタニ
『エリ・エリ・レマ・サバクタニ』は、青山真治監督・脚本による2005年の日本のSFドラマ映画。TOKYO FM開局35周年記念作品。第58回カンヌ国際映画祭「ある視点」部門出品作品。主演は浅野忠信と宮﨑あおい。
タイトルの「Eli, Eli, Lema Sabachthani?」とは、ヘブライ語で「神よ、神よ、何故我を見捨てたのか？」という意味で、イエス・キリストが処刑される際に言った言葉である。森敦の短編集『意味の変容』の一編から着想を得ている。主な撮影は北海道で行われた。挿入曲として、ギャヴィン・ブライアーズ「Jesus' Blood Never Failed Me Yet」とナンシー・シナトラ「The End」が使われている。さらに、筒井康隆が「東京節」を歌っているシーンもある。
これまでDCPが存在せず、上映の機会が限られていたが、第35回東京国際映画祭の青山真治監督追悼特集に合わせ、英語字幕付きDCP版が作成された。

## ストーリー
2015年。映像を通じて感染するレミング病というウイルスによって、世界中で多くの人間が自殺している。富豪のミヤギ（筒井康隆）は、息子夫婦をレミング病で失い、孫娘のハナ（宮崎あおい）もレミング病に侵されている。探偵のナツイシ（戸田昌宏）に調査を依頼したところ、ミズイ（浅野忠信）とアスハラ（中原昌也）の奏でる音楽には発病を抑える効果があるのだとわかる。
ミヤギとハナとナツイシは、ミズイとアスハラが食事に立ち寄っているナビ（岡田茉莉子）のペンションを訪れる。ミヤギは、孫娘のために演奏してほしいと2人に頼むものの、あっさりと断られる。ミズイにはエリコ（エリカ）という恋人がいたのだが、レミング病に感染したエリコがミズイの目の前で自殺して以来、ミズイとアスハラは隠棲生活を続けていたのである。そんな折、レミング病に感染していたアスハラが自殺する。ミズイはハナのために演奏することを承諾する。
青空の下、目隠しをされたハナは、草原にそびえる4つの巨大なスピーカーに囲まれ、ミズイの奏でる大音量の音楽を全身で受け止める。その場に昏倒したハナは、ペンションで目を覚ます。彼女は、ミヤギとナツイシが先に帰ったことをナビから告げられる。ハナは、しばらくのあいだ、ここで生きていこうと決意するのであった。

## キャスト
- ミズイ - 浅野忠信
- ハナ - 宮崎あおい
- アスハラ - 中原昌也
- ミヤギ - 筒井康隆
- ナツイシ - 戸田昌宏
- カゼモト - 鶴見辰吾
- エリコ - エリカ
- ミヤザワ - 川津祐介
- ナビ - 岡田茉莉子